# پتاح ۵۰۱۱
سیارک ۵۰۱۱ (به انگلیسی: 5011 Ptah، نامگذاری:6743P-L) پنج هزار و یازدهمین سیارک کشف شده‌است که در ۲۴ سپتامبر ۱۹۶۰ کشف شد.
قدر مطلق سیارک برابر ۱۷٫۱۰ است.